# Drymochares truquii
Drymochares truquii är en skalbaggsart som beskrevs av Étienne Mulsant 1847. Drymochares truquii ingår i släktet Drymochares och familjen långhorningar.
Artens utbredningsområde är Frankrike. Inga underarter finns listade i Catalogue of Life.